# Alexander Julius Schindler
Alexander Julius Schindler, álnevén Julius von der Traun (Bécs, 1818. szeptember 26. – Bécs, 1885. március 16.) osztrák író, politikus.

## Élete
Eleinte kémikus volt, majd jogtudományokkal foglalkozott. 1850-től 1854-ig államszolgálatban volt, később vámhivatalnok lett, majd a bécsi államvasút-társaság főtitkára volt. 1861-ben Bécs városa beválasztotta a birodalmi tanácsba, ahol a német liberális ellenzékhez tartozott.

## Fontosabb művei

### Elbeszélések
- Die Abtissin von Buchau (Berlin, 1877)
- Der Liebe Müh' umsonst (3 novella, Teschen, 1884)
- Der Schelm von Bergen (Bécs, 1879 és több ízben)
- Goldschmiedkinder (uo. 1880)

### Költői munkák
- Salomon, König von Ungarn (2 kiad. Stuttgart, 1876)
- Toledaner Klingen (Bécs, 1876)
- Gedichte (2 kötet, uo. 1871, 3. kiad. Stuttgart, 1876)